# Aleus
Aleus eller Aleos var i den grekiska mytologin kung av Tegea i Arkadien och gift med Neaira. Han var en av argonauterna och grundade ett tempel till Athena i Tegea. 
Aleos hade bland annat en dotter vid namn Auge, som fick en son med Herakles och som Aleos därför som straff skickade för att kastas i havet.